# Zygmunt Anczok
Zygmunt Józef Anczok (Lubliniec, 14 marzo 1946) è un ex calciatore polacco, di ruolo difensore.

## Carriera

### Nazionale
Con la nazionale polacca ha vinto i Giochi olimpici 1972.

## Palmarès

### Club

#### Competizioni nazionali
- Campionato polacco: 1

Górnik Zabrze: 1971-1972
- Coppa di Polonia: 1

Górnik Zabrze: 1971-1972

#### Competizioni internazionali
- Coppa Piano Karl Rappan: 3

Polonia Bytom: 1964-1965, 1967, 1970